# دفتر نوآوری اطلاعات
دفتر نوآوری اطلاعات (با کوته‌نوشت I2O) یکی از هفت دفتر آژانس پروژه‌های پژوهشی پیشرفتهٔ دفاعی (دارپا) است. دفتر نوآوری اطلاعات در سال ۲۰۱۰ (میلادی) با ادغام دفتر روش‌های پردازش اطلاعات و دفتر فناوری همگرایی دگرگونی پدید آمد. دفتر نوآوری اطلاعات بر علوم پایه و علوم کاربردی در زمینه‌های امنیت رایانه، تحلیل داده، و همزیستی انسان و ماشین تمرکز می‌کند.
آغاز و پایان برنامه‌های آژانس پروژه‌های پژوهشی پیشرفتهٔ دفاعی، معمولاً به نیازهای امنیت ملی، نتیجه پژوهش‌ها، و نرخ بالای گردش مالی مدیر پروژه‌های آن بستگی دارد.